# Républicains français sous le Second Empire
Les républicains français sous le Second Empire forment l'opposition la plus vivace de Napoléon III. Dès 1851, la plupart d'entre eux défendent la jeune Deuxième République face au coup d'État du 2 décembre 1851. La victoire finale des bonapartistes fait que le coup d'État est imposé à la France, il s'ensuit alors une période de répression terrible pour les républicains, contraints à l'exil ou condamnés à de lourdes peines de prison pour avoir résisté au coup de force, tandis que d'autres républicains élaborent des tentatives d'assassinat contre l'empereur pour renverser le Second Empire.
Pourtant, lors des élections législatives de 1857, 5 députés républicains sont élus dans les villes, bastions républicains traditionnels. Napoléon III, furieux et motivé par la tentative manquée d'Orsini, décrète la loi de sûreté générale, condamnant les républicains à l'exil.
La libéralisation du régime dès l'amnistie de 1859 permet aux républicains de revenir sur le devant de la scène politique. Les victoires de 1863 mais surtout de 1869 leur font garder l'espoir d'une chute possible de l'empire. La guerre contre la Prusse mettra fin à l'Empire de manière prématurée. Les républicains, afin de continuer une guerre qu'ils estiment loin d'être terminée, prennent les rênes de la France. C'est le début de la Troisième République.